# 이케가미 에이치
이케가미 에이치(池上永一)는 일본 오키나와현 출신의 소설가이다. 현재 나하시에 거주 중이다.

## 작품

### 소설
- 《바가시마누바나스》
- 《카지마야》
- 《부활, 뱀녀》
- 《레기오스》
- 《여름 화장》
- 《나의 캐논》
- 《샹그리라》
- 《템페스트》